# Sin City
Sin City er en amerikansk serie af grafiske noveller af forfatteren Frank Miller. Den første grafiske novelle blev udgivet på amerikansk i 1993. Sidenhen blev der udgivet fem mere og en bog med mindre historier fra Sin City. Sin City blev filmatiseret i 2005 af Robert Rodriguez, og efterfulgt af filmens succes blev andet oplag af serien udgivet samme år. Samtidig blev de tre første grafiske noveller er blevet udgivet på dansk af G. Floy Studio.
Serien er især kendt for sit meget åbenlyse udstilling af vold og nøgenhed samt den klare hyldest til 1940'ernes og 1950'ernes film noir ved kun at være sort-hvid med farver i nogle enkelte af grafiske noveller. Sin City refererer til byen, hvis fulde navn er Basin City, hvor hovedpersonerne er antihelte, hvor betjentene er bundkorrupte, og hvor de kriminelle er de laveste former for liv, man kan finde.

## Historier fra Sin City

### Sin City / The Hard Goodbye
Den første historie i Frank Millers anmelderroste serie handler om Marv, en brutal, voldelig fyr, der har fundet sin store kærlighed, Goldie, som giver ham hans livs nat. Nogle timer senere opdager han, at Goldie er død. Han er overbevist om, at han er offer for en stor konspiration. Snart begynder hans hævntogt mod de forbrydere, der har haft noget at gøre med drabet på hans kære Goldie, og jo tættere han kommer på sagen, des højere kommer han op i det kriminelle hierarki, men så begynder et spørgsmål at komme til overfladen: Har han bildt sig det hele ind eller er det virkelighed?

### En Dødbringende Dame / A Dame To Kill For
Dwight er en enspænder med en mørk fortid, som han med glæde forsøger at lægge bag sig. Han arbejder som en fotograf og bor i en lille lejlighed. Da hans gamle flamme, Ava, ringer til ham og spørger ham om hjælp, nægter han først at have noget med hende at gøre igen, fordi hun knuste hans hjerte og forlod ham for rig fyr ved navn Damien. Men fristelsen er for stor, så han mødes med hende, og det er nok til at få følelserne frem i ham. Da hun fortæller ham alt om sin mands sadistiske terror mod hende, vil Dwight mere end gerne hjælpe hende med at rydde ham af vejen. Avas store manipulationsevne får ham under sin magt. Dwight trækkes ned i en mørk sammensværgelse, der næsten tager livet af ham, fordi Ava vil have større og større magt. Men da han overlever, sværger han hævn mod Ava, der endnu engang har knust hans hjerte og næsten dræbt ham.

## Andre medier baseret påSin City
- Sin City (2005)
- Sin City: A Dame to Kill For (2014)